# Asura crocota
Asura crocota là một loài bướm đêm thuộc phân họ Arctiinae, họ Erebidae.